# 叔醇
叔醇，又稱三级醇或第三醇（tertiary alcohol），是指羟基直接连接在一个叔碳原子上的醇。它也可以说是含有基团“≡COH”的醇。
例如 : 2-甲基-2-丙醇，又稱第三丁醇（tert-Butanol）、叔丁醇或新丁醇，是最簡單的叔醇。

## 化学性质
叔醇不能被催化氧化。

## 相關連結
- 一級醇
- 二級醇